# Raismes
Raismes település Franciaországban, Nord megyében. Lakosainak száma 12 140 fő (2022. január 1.). Raismes Saint-Amand-les-Eaux, Wallers, Anzin, Aubry-du-Hainaut, Beuvrages, Bruay-sur-l’Escaut, Bruille-Saint-Amand, Escautpont, Hasnon, Hérin és Petite-Forêt községekkel határos.

## Népesség
A település népessége az elmúlt években az alábbi módon változott:
| Lakosok száma | 12 682 | 12 642 | 12 747 | 12 587 | 12 468 | 12 324 | 12 201 | 12 055 | 12 140 |
|               | 2013   | 2015   | 2016   | 2017   | 2018   | 2019   | 2020   | 2021   | 2022   |